# Intelsat 1R
| Información general                 | Información general |
| ----------------------------------- | --- |
| Lanzamiento                         | 15 de noviembre de 2000 |
| Peso Bruto en Lanzamiento           | 4792 kg |
| Peso en Órbita                      | 3059 kg |
| Constructor                         | Boeing Satellite Systems |
| Modelo                              | Boeing 702 |
| Cohete lanzador/ Número de Vuelo    | Ariane 5G / V135 |
| Vida Útil                           | 15 Años |
| Información Técnica                 | |
| Transpondedores                     | 36 Banda C + 9 Respaldo 36 Banda Ku + 10 Respaldo |
| Potencia de Transpondedores         | Banda C 12*34 W; 24*55 W Banda Ku 24*125 W; 12*140 W |
| Rango                               | Banda C 36*36 MHz Banda Ku 36*36 MHz |
| EIRP                                | Banda C Europa/África Horizontal 41 dBW Banda C EEUU/Latinoamérica 42 dBW Banda C Global Vertical 34 dBW Banda Ku Europa/Norte de África Horizontal 52 dBW Banda Ku Sudamérica Horizontal 51 dBW Banda Ku EEUU/México Horizontal 49 dBW Banda Ku Europa/Norte de África Vertical 49 dBW Banda Ku EEUU/México Vertical 49 dBW Banda Ku Sudamérica Vertical Beam1 52 dBW Banda Ku Sudamérica Vertical Beam2 51 dBW |
| Otros                               | |
| Energía                             | BOL: W; EOL: 14.300 W |
| Posición                            | |
| Posición inicial                    | 45° Oeste |
| Posición actual                     | 50° Oeste |
| Lista de Satélites Geoestacionarios | |

Intelsat 1R (anteriormente llamado Intelsat 1R o PAS-1R) cuyo acrónimo es IS-1R es un satélite de Telecomunicaciones y Video propiedad de Intelsat.
Se colocó a bordo del cohete Ariane 5 el 15 de noviembre del año 2000 en el centro espacial de Guyana.
Tiene capacidad para Telecomunicaciones, Internet y Video Digital. Es uno de los satélites de mayor prestación de la empresa.
Tiene un tiempo aproximado de vida útil de 15 años, se espera su retiro en el 2015.

## Recepción
Cubre parte de Europa y Norteamérica, casi completamente Sudamérica, parte del Norte de África, operando en Banda C y Banda Ku.